# لبه‌های دندانه‌دار
لبه‌های دندانه دار (انگلیسی: Jagged Edge) فیلمی در ژانر مهیج به کارگردانی ریچارد مارکوند است که در سال ۱۹۸۵ منتشر شد. از بازیگران آن می‌توان به گلن کلوز، جف بریجز، رابرت لوگیا، و پیتر کایوتی اشاره کرد.

## داستان
یک مزاحم با ماسک سیاه و وارد خانهٔ ساحلی پیج فاستر (ماریا ماینزت) وارث ثروتمند اهل سانفرانسیسکو می‌شود و او را با یک چاقوی دندانه دار شکاری می‌کشد و بر روی دیوار کلمهٔ فاحشه را با خون او می‌نویسد. همسر او جک (جف بریجز) بشدت از این اتفاق ناراحت می‌شود اما پس از مدتی متهم به قتل او می‌شود. او وکیلی به نام «تدی بارنز» را پس از اینکه متوجه می‌شود او موفقیت‌های بالایی را کسب کرده است برای دفاع از خود استخدام می‌کند.